# Manonville
Manonville – miejscowość i gmina we Francji, w regionie Grand Est, w departamencie Meurthe i Mozela.
Według danych na rok 1990 gminę zamieszkiwało 189 osób, a gęstość zaludnienia wynosiła 20 osób/km² (wśród 2335 gmin Lotaryngii Manonville plasuje się na 856. miejscu pod względem liczby ludności, natomiast pod względem powierzchni na miejscu 635.).

## Populacja

Populacja Manonville w latach 1962–2008